# Allan Ganley
Allan Anthony Ganley (født 11. marts 1931 i Surrey England, død 29. marts 2008) var en engelsk jazztrommeslager.
Ganley spillede med lokale engelske musikere i 1950'erne, indtil han blev hustrommeslager på Ronnie Scotts klub i London i begyndelsen af 1960´erne. Her akkompagnerede han gæstende amerikanske musikere som Dizzy Gillespie, Stan Getz, Jim Hall, Freddie Hubbard, Rahsaan Roland Kirk etc.
Ganley spillede igennem 1970'erne og 1980'erne med BBC Big Band, og til en masse engelske tv-udsendelser og film, og spillede i alle stilarter indenfor specielt jazzen.